# Paul Le Jeune
Paul Le Jeune (Châlons-sur-Marne, Francia, 1591 - París, 1664) fue un misionero jesuita francés que sirvió misiones proselitistas en Nueva Francia. Se desempeñó como el primer Superior de los jesuitas en la colonia francesa de Canadá de 1632 a 1639. Durante su mandato, comenzó una misión en Trois-Rivières, fundó la comunidad de Sillery y vio el establecimiento del Hôtel-Dieu de Québec.

## Biografía
Le Jeune nació en 1591 en una familia hugonote, protestantes franceses,: 30  en Vitry-le-François en la región de Champaña, Francia. Se convirtió al catolicismo romano a la edad de dieciséis años. Le Jeune recibió una minuciosa preparación para servir bajo el sacerdocio jesuita; fue novicio durante dos años entre 1613 y 1615, y estuvo profundamente influenciado por su mentor, el padre Massé, a quien conoció en el colegio Henri IV de La Flèche. Durante sus estudios, Le Jeune desarrolló un gran interés por las misiones y se convenció de que la educación era un elemento clave en cualquier intento exitoso de difundir el cristianismo. Después de terminar sus estudios filosóficos, el padre Le Jeune fue profesor en los colegios de Rennes (1618-19) y Bourges (1619-22).
En 1624, Le Jeune fue ordenado sacerdote y en 1632 fue nombrado Superior de la misión jesuita en Canadá. Embarcó en Le Havre con dos compañeros el 18 de abril de 1632 con destino a Nueva Francia. Llegaron a Tadoussac el 18 de junio de 1632.

## Nueva Francia
El primer año de Le Jeune lo pasó en los asentamientos franceses. Conocido por su trabajo con la población de Primeras Naciones, Le Jeune mostró un entusiasmo por aprender varios idiomas nativos americanos. Su tarea era traducir la Biblia, concentrar a los indígenas en asentamientos permanentes y educarles en la manera de vivir de los europeos. Entre sus experiencias mejor documentadas se encuentran sus viajes durante el invierno de 1633-1634 entre los Montagnais. Durante el viaje tuvo que lidiar con las burlas y la hostilidad ocasional del chamán Carigonan. Si bien su trabajo durante esos seis meses no resultó en conversiones masivas como esperaba, su relato etnográfico de los Montagnais y sus anécdotas personales sobre el frío, el hambre y los conflictos que encontró están registrados en Relations des Jésuites de la Nouvelle-France de 1634. EFK Koemer sugiere que la identificación de Le Jeune de una distinción entre sustantivos animados e inanimados finalmente ayudó a John Eliot en su gramática de la lengua Natick.
Le Jeune decidió que para llevar a cabo eficazmente su apostolado, necesitaba establecer asentamientos misioneros, siguiendo el modelo de la obra misional jesuita en San Ignacio Miní en Misiones Argentina y la región fronteriza de Paraguay, un hospital para atender a los ancianos y enfermos. y escuelas para la educación de los jóvenes.  Escribió que "estos bárbaros cuerpos bien formados y órganos bien regulados y bien organizados, sus mentes deberían trabajar con facilidad. Educación y sólo falta instrucción."  Le Jeune animó a sus misioneros a aprender las lenguas nativas. En 1634 envió al padre Jacques Buteux al puesto comercial de Trois-Rivières para instruir a los indígenas que lo utilizaban como lugar de paso de verano.
En 1635 se estableció en Quebec un colegio jesuita para educar a niños franceses y amerindios, con Antoine Daniel a cargo. El mismo cerró después de cinco años. Ese diciembre, Le Jeune predicó el sermón en el funeral de Samuel de Champlain, quien había llegado a la región a comienzos de 1600.
En 1637, puso los cimientos de una casa para misioneros en Sillery, que lleva el nombre del benefactor Noël Brûlart de Sillery, quien proporcionó los fondos.
Le Jeune descubrió que las imágenes devocionales le ayudaban mucho a transmitir las ideas que intentaba expresar.  Las procesiones religiosas tenían una importante función cívica. Le Jeune registró una celebración celebrada en Quebec en 1639 en honor al nacimiento de Luis XIV. Además de fuegos artificiales y salvas de cañón, se celebró una procesión coincidiendo con la Fiesta de la Asunción, en la que los franceses y más de un centenar de indios, seis de ellos vestidos con suntuosos trajes reales franceses, procedieron desde el hospital hasta el convento de las Ursulinas, y finalmente a la iglesia de los jesuitas. Se ofrecieron resos tanto en francés como en el idioma indio local, y cuando terminó la procesión, el Gobernador ofreció un banquete para todos los asistentes. La procesión se había convertido en una pieza central de la frágil comunidad multicultural. En 1639 había menos de 100 conversos entre los hurones, que eran varios miles. 
Le Jeune y sus contemporáneos no limitaron sus esfuerzos de conversión y educación a los nativos americanos. Si bien había menos esclavos en las colonias francesas que en las inglesas y españolas, las interacciones de Le Jeune con los esclavos africanos en Quebec sentaron un precedente clave que inspiraría a generaciones posteriores de sacerdotes, maestros, activistas y abolicionistas. La práctica jesuita consideraba que todas las personas eran iguales ante Dios y tenían la misma necesidad de salvación. Por tanto, correspondía a la Iglesia velar por el bienestar intelectual y espiritual de los esclavos. El propio Le Jeune adoptó un enfoque muy directo sobre esta cuestión. Ya en 1634, Le Jeune expresó entusiasmo porque se encontraba enseñando el alfabeto a niños africanos, y en el Volumen V de The Jesuit Relations enfatizó la necesidad de que los africanos obtuvieran suficiente aprendizaje y alfabetización para que pudieran demostrar una comprensión suficiente del idioma católico. dogma para asegurar el rito del bautismo.
Dado que los jesuitas enfatizaron constantemente el papel del intelecto, defendieron la educación de los esclavos en todas las colonias. La mayor parte del trabajo de los sacerdotes era con niños esclavos; a diferencia de los adultos, se les concedió tiempo lejos de sus amos para recibir educación básica y, dado que ya se habían producido tantas perturbaciones culturales, los padres esclavos no solían estar en oposición a la educación de la misma manera que lo eran los padres nativos americanos.
En su trabajo con los hijos de colonos, esclavos y nativos americanos, Le Jeune y sus compañeros jesuitas utilizaron el mismo tipo de materiales, como una cartilla o un libro de cuernos, que se utilizaron en todas las colonias de América del Norte. Estos materiales transmitían creencias culturales y religiosas tradicionales europeas y al mismo tiempo fomentaban la alfabetización. Los jesuitas sostenían que enseñar el catecismo, pasajes bíblicos e historias religiosas era la función principal de la alfabetización en Nueva Francia .
Estableció la capilla de Notre Dame de Recouvrance en Quebec y le asignó a los padres Charles Lallemant y Anne de Nouë a servir como sus sacerdotes. En agosto de 1639 sor María de la Encarnación llega a Quebec. Las Ursulinas fundaron un convento en la ciudad baja (Basse-Ville). También estaban a bordo tres canonesas de San Agustín de la Misericordia de Jesús para establecer un hospital financiado por la sobrina del cardenal Richelieu, Marie Madeleine d'Aiguillon, en respuesta a un informe escrito por Le Jeune y que había sido publicado en la prensa Relaciones en Francia.
Le Jeune siguió siendo Superior de la misión jesuita hasta 1639, cuando fue relevado por el padre Barthélemy Vimont, pero no regresó a Francia sino hasta 1649. A su regreso, se desempeñó como procurador de la misión de Nueva Francia hasta 1662, sólo dos años antes de su muerte.

## Implicaciones a largo plazo
Los escritos y experiencias de Le Jeune y sus compañeros jesuitas se reflejan en el Código Negro aprobado por el rey Luis XIV de Francia en 1685. Este documento describía los derechos tanto de los esclavos como de sus amos en las colonias francesas y, en particular, defendía que los esclavos obtuvieran suficiente educación para comprender y abrazar el catolicismo. Como parte del documento, los amos de esclavos debían ofrecer acceso al bautismo católico.
La influencia de Le Jeune no se limitó a los territorios canadienses ni a los jesuitas del siglo XVII. Cuando los franceses se establecieron en Luisiana, en territorio estadounidense, había una clara sensación de que la alfabetización y la religión estaban interconectadas. Incluso después de que Luisiana se convirtiera en parte de los Estados Unidos, los sacerdotes y laicos católicos continuaron abogando por la alfabetización de los esclavos en esa región. La falta de educación formal para los esclavos se convirtió en un factor clave en el posterior apoyo de la Iglesia católica al abolicionismo.

### Topónimos Le Jeune
En reconocimiento a la labor de vida misionera de Paul Le Jeune, fundador de la aldea de Trois-Rivières en 1634, se han asignado algunos nombres geográficos:
- "Cantón Le Jeune" (Municipio de Le Jeune), Sainte-Thècle, Quebec . Ya bautizado en 1873, este municipio de bosque está situado entre el pueblo de Saint-Joseph-de-Mékinac, Quebec y Sainte-Thècle, Quebec . Este municipio cuenta con varios lagos cuyos nombres evocan al jesuita Paul Le Jeune: Lago Misionero y Lago Jesuita .
- Chemin du Canton-Le Jeune (carretera del municipio de Le Jeune), Sainte-Thècle, Quebec .
- Domaine du Canton-Le Jeune, Sainte-Thècle, Quebec .
- Lago "Le Jeune", Sainte-Thècle, Quebec .
- Lago Jesuita, Sainte-Thècle, Quebec .
- Lago misionero.
- École polyvalente Paul Le Jeune (Escuela secundaria), en Saint-Tite, Quebec . Esta escuela fue inaugurada en septiembre de 1969 para estudiantes de secundaria de la zona conocida como Normandía (actual zona de Mékinac). Las investigaciones históricas sobre el pasaje Mékinac-Tawachiche fueron realizadas en 1968-69 por Jean-Noël Carpentier, que fue director general de la "Commission scolaire de Normandie" (con sede en Saint-Tite) de 1969 a 1972. Su investigación histórica se basó en parte en las "Relaciones jesuitas", escritas por misioneros al comienzo de la colonia francesa. [15] [16]